# Donkervoortse Loop
Le Donkervoortse Loop est un ruisseau néerlandais du Brabant-Septentrional.

## Géographie
La source du Donkervoortse Loop est situé près du hameau de Donkervoort, à l'ouest de Lieshout dans la commune de Laarbeek. Avant de se jeter dans le Goorloop, le Donkervoortse Loop reçoit le Heieindse Loop, en provenance de Mariahout.
Près de Beek en Donk se trouve le confluent du Goorloop et du Donkervoortse Loop. De ce confluent naît le Boerdonkse Aa.